# Distretto di Shekay
Il distretto di Shekay è un distretto dell'Afghanistan appartenente alla provincia di Badakhshan. Viene stimata una popolazione di 13 539 abitanti (stima 2016-17).